# PowerBook 540c
Le PowerBook 540c est un ordinateur portable d'Apple, qui fut lancé en mai 1994, avec les PowerBook 520, 520c et 540. 
Ces modèles, qui constituent une évolution majeure par rapport aux PowerBook de la série 100, étaient dotés du microprocesseur Motorola 68LC040, plus puissant que les 68030, et d'une batterie plus endurante de type NiMH. Ils apportaient en outre plusieurs innovations fonctionnelles : un trackpad comme dispositif de pointage (une première pour un portable), un port Ethernet, un slot PCMCIA (ou PC Card), un emplacement pour une seconde batterie, un clavier étendu, des écrans permettant un affichage en 640 × 480 (contre 640 × 400 pour les précédents PowerBook), ou encore des haut-parleurs stéréo.
Le PowerBook 540c intégrait un processeur à 33 MHz, entre 240 et 500 Mo de disque dur et un écran LCD 9,5" couleur à matrice active. Contrairement aux autres PowerBook de la série 500, son écran pouvait afficher en deux résolutions différentes : 640 × 480 en 8 bits, ou 640 × 400 en 16 bits. Il disposait aussi d'un modem interne et de deux batteries en standard. Vendu pour 4 840 $ (dans sa version de base) à sa sortie, il constituait clairement le haut de la gamme d'ordinateurs portables d'Apple.

## Caractéristiques
- Microprocesseur : Motorola 68LC040 cadencé à 33 MHz
- adressage 32 bits
- bus système 32 bits à 33 MHz
- mémoire cache : 8 Kio de niveau 1
- mémoire morte : 2 Mio
- mémoire vive : 4 Mio extensible à 36 Mio
- écran LCD 9,5" à matrice active
- définitions supportées :
  - 640 × 400 en 16 bits (milliers de couleurs)
  - 640 × 480 en 8 bits (256 couleurs)
- mémoire vidéo : 512 Kio de VRAM pour écran externe
- définitions supportées (sur écran externe) :
  - 512 × 384 en 8 bits
  - 640 × 480 en 8 bits
  - 800 × 600 en 8 bits
  - 832 × 624 en 8 bits
- disque dur SCSI de 240, 320 ou 500 Mo
- lecteur de disquette 3,5" 1,44 Mo
- slots d'extension :
  - 1 connecteur mémoire spécifique (PB 5xx) de type SRAM (vitesse minimale : 70 ns)
- connectique :
  - 1 port SCSI (HDI-30)
  - 1 port série (Mini Din-8)
  - 1 port ADB
  - 1 port Ethernet AAUI-15
  - sortie son : mono 16 bits
  - entrée son : mono 16 bits
  - sortie vidéo mini-15
- modem 19,2/14,4 kbit/s Global Village
- haut-parleur stéréo intégré
- microphone intégré
- 2 batteries NiMH lui assurant environ 3h30 d'autonomie
- dimensions : 58 × 292 × 246 mm
- poids : 3,3 kg
- consommation : 40 W
- systèmes supportés : Système 7.1.1 à 8.1